# Кемп, Йоханнес ван дер
Йоханнес Теодорус ван дер Кемп (нидерл. Johannes Theodorus van der Kemp; 17 мая 1747, Роттердам — 15 декабря 1811, Кейптаун) — голландский миссионер в Южной Африке, боролся против притеснения коренного населения колонистами, заложил основы научного изучения языка коса (составил первую грамматику и словарь).

## Молодые годы
Йоханнес был вторым сыном роттердамского священника Корнелиуса ван дер Кемпа. Его старший брат был профессором богословия в Лейденском университете. Своё обучение Йоханнес начал в латинских школах в Роттердаме и Дордрехте. В 1767 году он поступил в Леденский университет, где изучал анатомию, математику другие естественные науки, но когда его старший брат был назначен профессором церковной истории он прервал своё обучение

## Карьера военного
Оставив университет, Йоханнес поступил на службу в гвардию, стал вести светскую жизнь и даже стал другом наследника статхаудера Нидерландов. Однако, когда у него появилась незаконнорождённая дочь, Аннета, он взял её к себе в дом и занялся её воспитанием. В 1778 году влюбился в молодую девушку Кристину Франк (ум. 1791), которая была низкого происхождения и работала пряхой. После того, как Йоханнес объявил о своем намерении жениться на девушке, его заставили уйти из гвардии.

## Медицинская практика
Оставили военную службу, Йоханнес решил продолжить своё медицинское образование, начатое ещё в Лейденском университете. Он поступил в Эдинбургский университет, через два года он опубликовал на латыни научный труд, за который получил степень доктора медицины. В 1782 году он вернулся в Нидерланды и осел в городе Мидделбурге, где занимался врачебной практикой, затем переехал в Дордрехт. 27 июня 1791 года произошла страшная трагедия. Во время речной прогулки на лодке налетел шквал, и его жена и дочь утонули, спасся только Йоханнес. Это событие перевернуло его жизнь. Он обратился к религии, к которой до того не питал особого пристрастия.
Во время войн с революционной Францией он ван дер Кемп поступил на службу в госпиталь, где занимался лечением раненых. После захвата Нидерландов французскими войсками он вернулся в Додрехт и занялся изучением восточных языков и литературы. Здесь в 1997 году он наткнулся на обращение Лондонского миссионерского общества (ЛМС), призывавшего добровольцев «встать под знамя распространения Слова Божьего среди язычников Африки».

## Миссионерская деятельность
В апреле 1798 года ван дер Кемп предложил свои услуги ЛМС. Его пригласили в Лондон, где Йоханнес был возведен в сан священника, и в декабре 1798 года он отплыл в Капскую колонию, недавно захваченную англичанами у голландцев. В Кейптаун он прибыл 31 марта 1799 года.
В Кейптауне он запустил в работу печатный пресс, на котором была отпечатана первая в Южной Африке брошюра книжного формата. Это был перевод на голландский язык обращения ЛМС к жителям Капской колонии.
Но ван дер Кемп не хотел оставаться в Кейптауне, он задумал основать первую миссию среди коса за пределами восточной границы Капской колонии. В сентябре 1799 года он достиг резиденции правителя коса Нгкики. Нгкика, заинтересованный в хороших отношениях с Капской колонией, разрешил ван дер Кемпу остаться у него на некоторое время. Ван дер Кемп первым делом стал знакомится со страной коса, путешествовал и усердно изучал их язык. От коса он получил прозвище Янк' ханна («плешивый»), так как тому моменту потерял уже значительную часть своих волос. Находясь при краале Нгкики, ван дер Кемп приложил все свои усилия для того, чтобы предотвратить примирение Нгкики со своим дядей Ндламбе. Ван дер Кемп убедил Нгкику, что его будущее в союзе с Великобританией. Так ван дер Кемп стремился усилить влияние европейской цивилизации и христианства среди африканцев, искренне считая это благом для них. Однако вскоре ван дер Кемпу пришлось оставить пределы земель коса — началась очередная так называемая «кафрская война». В 1801 году он вернулся в колонию и с этих пор работал уже лишь в её пределах среди кой-кой. В 1803 году он основал миссию Бетелсдорп, но при этом встретил яростное сопротивление со стороны бурских фермеров, которые обвиняли миссионера в том, что он укрывает бездельников и преступников. Ван дер Кемп же, со своей стороны, стал обвинять фермеров в жестоком обращении со своими слугами из числа африканцев. Он обратился к властям с требованием расследовать случаи жестокого обращения со слугами кой-кой, но начавшееся расследование проводилось преимущественно чиновниками-голландцами, симпатизировавшими фермерам. В результате все случаи жестокого обращения были признаны недоказанными.
7 апреля 1806 года ван дер Кемп женился на 17-летней девушке Сэлли, дочери мальгашской рабыни. Сэлли родила ван дер Кемпу четырёх детей: трех сыновей и дочь. Подобный поступок был настоящим вызовом колониальному обществу, и ван дер Кемпа даже вынудили на время прервать свою миссионерскую деятельность.
Умер Йоханнес ван дер Кемп 15 декабря 1811 года в Кейптауне, куда прибыл по просьбе губернатора.